# Jaime Álvarez
Jaime Francisco Álvarez González (Gijón, Asturias, España, 22 de octubre de 1962) es un exfutbolista español que jugaba de centrocampista.

## Clubes
| Club                         | País   | Año       |
| ---------------------------- | ------ | --------- |
| U. D. Gijón Industrial       | España | 1981-1982 |
| Sporting de Gijón Atlético   | España | 1982-1985 |
| Real Sporting de Gijón       | España | 1985-1991 |
| Real Avilés Industrial C. F. | España | 1991-1992 |